# Кагана тема
Те́ма Кагана — тема в шаховій композиції. Суть теми — першим ходом біла фігура рухається по лінії зв'язки, після чого виникає загроза з розв'язуванням чорної зв'язаної фігури. В захисті чорні розв'язують білу фігуру, яка зробила вступний хід і та матує.

## Історія
Цю ідею запропонував шаховий композитор Н. Каган.
В початковій позиції біла і чорна фігури зв'язані. Біла тематична фігура робить хід по лінії зв'язки й виникає загроза мату чорному королю з розв'язуванням чорної тематичної фігури. Ця фігура, захищаючись від загрози, рухається по лінії зв'язки і розв'язує білу фігуру, що зробила вступний хід, і та оголошує мат.
Ідея дістала назву — тема Кагана, складовою якої є тема Пелле — рух фігур по лінії зв'язки.
|   | a | b | c | d | e | f | g | h |   |
| 8 | b8 білий слон · b7 чорний слон · f7 чорний пішак · g7 білий ферзь · h7 чорний пішак · a6 чорний пішак · g6 чорний ферзь · h6 чорний пішак · c4 білий кінь · a3 біла тура · c2 білий слон · g2 чорний король · b1 білий король · c1 біла тура · h1 білий кінь | b8 білий слон · b7 чорний слон · f7 чорний пішак · g7 білий ферзь · h7 чорний пішак · a6 чорний пішак · g6 чорний ферзь · h6 чорний пішак · c4 білий кінь · a3 біла тура · c2 білий слон · g2 чорний король · b1 білий король · c1 біла тура · h1 білий кінь | b8 білий слон · b7 чорний слон · f7 чорний пішак · g7 білий ферзь · h7 чорний пішак · a6 чорний пішак · g6 чорний ферзь · h6 чорний пішак · c4 білий кінь · a3 біла тура · c2 білий слон · g2 чорний король · b1 білий король · c1 біла тура · h1 білий кінь | b8 білий слон · b7 чорний слон · f7 чорний пішак · g7 білий ферзь · h7 чорний пішак · a6 чорний пішак · g6 чорний ферзь · h6 чорний пішак · c4 білий кінь · a3 біла тура · c2 білий слон · g2 чорний король · b1 білий король · c1 біла тура · h1 білий кінь | b8 білий слон · b7 чорний слон · f7 чорний пішак · g7 білий ферзь · h7 чорний пішак · a6 чорний пішак · g6 чорний ферзь · h6 чорний пішак · c4 білий кінь · a3 біла тура · c2 білий слон · g2 чорний король · b1 білий король · c1 біла тура · h1 білий кінь | b8 білий слон · b7 чорний слон · f7 чорний пішак · g7 білий ферзь · h7 чорний пішак · a6 чорний пішак · g6 чорний ферзь · h6 чорний пішак · c4 білий кінь · a3 біла тура · c2 білий слон · g2 чорний король · b1 білий король · c1 біла тура · h1 білий кінь | b8 білий слон · b7 чорний слон · f7 чорний пішак · g7 білий ферзь · h7 чорний пішак · a6 чорний пішак · g6 чорний ферзь · h6 чорний пішак · c4 білий кінь · a3 біла тура · c2 білий слон · g2 чорний король · b1 білий король · c1 біла тура · h1 білий кінь | b8 білий слон · b7 чорний слон · f7 чорний пішак · g7 білий ферзь · h7 чорний пішак · a6 чорний пішак · g6 чорний ферзь · h6 чорний пішак · c4 білий кінь · a3 біла тура · c2 білий слон · g2 чорний король · b1 білий король · c1 біла тура · h1 білий кінь | 8 |
| 7 | b8 білий слон · b7 чорний слон · f7 чорний пішак · g7 білий ферзь · h7 чорний пішак · a6 чорний пішак · g6 чорний ферзь · h6 чорний пішак · c4 білий кінь · a3 біла тура · c2 білий слон · g2 чорний король · b1 білий король · c1 біла тура · h1 білий кінь | b8 білий слон · b7 чорний слон · f7 чорний пішак · g7 білий ферзь · h7 чорний пішак · a6 чорний пішак · g6 чорний ферзь · h6 чорний пішак · c4 білий кінь · a3 біла тура · c2 білий слон · g2 чорний король · b1 білий король · c1 біла тура · h1 білий кінь | b8 білий слон · b7 чорний слон · f7 чорний пішак · g7 білий ферзь · h7 чорний пішак · a6 чорний пішак · g6 чорний ферзь · h6 чорний пішак · c4 білий кінь · a3 біла тура · c2 білий слон · g2 чорний король · b1 білий король · c1 біла тура · h1 білий кінь | b8 білий слон · b7 чорний слон · f7 чорний пішак · g7 білий ферзь · h7 чорний пішак · a6 чорний пішак · g6 чорний ферзь · h6 чорний пішак · c4 білий кінь · a3 біла тура · c2 білий слон · g2 чорний король · b1 білий король · c1 біла тура · h1 білий кінь | b8 білий слон · b7 чорний слон · f7 чорний пішак · g7 білий ферзь · h7 чорний пішак · a6 чорний пішак · g6 чорний ферзь · h6 чорний пішак · c4 білий кінь · a3 біла тура · c2 білий слон · g2 чорний король · b1 білий король · c1 біла тура · h1 білий кінь | b8 білий слон · b7 чорний слон · f7 чорний пішак · g7 білий ферзь · h7 чорний пішак · a6 чорний пішак · g6 чорний ферзь · h6 чорний пішак · c4 білий кінь · a3 біла тура · c2 білий слон · g2 чорний король · b1 білий король · c1 біла тура · h1 білий кінь | b8 білий слон · b7 чорний слон · f7 чорний пішак · g7 білий ферзь · h7 чорний пішак · a6 чорний пішак · g6 чорний ферзь · h6 чорний пішак · c4 білий кінь · a3 біла тура · c2 білий слон · g2 чорний король · b1 білий король · c1 біла тура · h1 білий кінь | b8 білий слон · b7 чорний слон · f7 чорний пішак · g7 білий ферзь · h7 чорний пішак · a6 чорний пішак · g6 чорний ферзь · h6 чорний пішак · c4 білий кінь · a3 біла тура · c2 білий слон · g2 чорний король · b1 білий король · c1 біла тура · h1 білий кінь | 7 |
| 6 | b8 білий слон · b7 чорний слон · f7 чорний пішак · g7 білий ферзь · h7 чорний пішак · a6 чорний пішак · g6 чорний ферзь · h6 чорний пішак · c4 білий кінь · a3 біла тура · c2 білий слон · g2 чорний король · b1 білий король · c1 біла тура · h1 білий кінь | b8 білий слон · b7 чорний слон · f7 чорний пішак · g7 білий ферзь · h7 чорний пішак · a6 чорний пішак · g6 чорний ферзь · h6 чорний пішак · c4 білий кінь · a3 біла тура · c2 білий слон · g2 чорний король · b1 білий король · c1 біла тура · h1 білий кінь | b8 білий слон · b7 чорний слон · f7 чорний пішак · g7 білий ферзь · h7 чорний пішак · a6 чорний пішак · g6 чорний ферзь · h6 чорний пішак · c4 білий кінь · a3 біла тура · c2 білий слон · g2 чорний король · b1 білий король · c1 біла тура · h1 білий кінь | b8 білий слон · b7 чорний слон · f7 чорний пішак · g7 білий ферзь · h7 чорний пішак · a6 чорний пішак · g6 чорний ферзь · h6 чорний пішак · c4 білий кінь · a3 біла тура · c2 білий слон · g2 чорний король · b1 білий король · c1 біла тура · h1 білий кінь | b8 білий слон · b7 чорний слон · f7 чорний пішак · g7 білий ферзь · h7 чорний пішак · a6 чорний пішак · g6 чорний ферзь · h6 чорний пішак · c4 білий кінь · a3 біла тура · c2 білий слон · g2 чорний король · b1 білий король · c1 біла тура · h1 білий кінь | b8 білий слон · b7 чорний слон · f7 чорний пішак · g7 білий ферзь · h7 чорний пішак · a6 чорний пішак · g6 чорний ферзь · h6 чорний пішак · c4 білий кінь · a3 біла тура · c2 білий слон · g2 чорний король · b1 білий король · c1 біла тура · h1 білий кінь | b8 білий слон · b7 чорний слон · f7 чорний пішак · g7 білий ферзь · h7 чорний пішак · a6 чорний пішак · g6 чорний ферзь · h6 чорний пішак · c4 білий кінь · a3 біла тура · c2 білий слон · g2 чорний король · b1 білий король · c1 біла тура · h1 білий кінь | b8 білий слон · b7 чорний слон · f7 чорний пішак · g7 білий ферзь · h7 чорний пішак · a6 чорний пішак · g6 чорний ферзь · h6 чорний пішак · c4 білий кінь · a3 біла тура · c2 білий слон · g2 чорний король · b1 білий король · c1 біла тура · h1 білий кінь | 6 |
| 5 | b8 білий слон · b7 чорний слон · f7 чорний пішак · g7 білий ферзь · h7 чорний пішак · a6 чорний пішак · g6 чорний ферзь · h6 чорний пішак · c4 білий кінь · a3 біла тура · c2 білий слон · g2 чорний король · b1 білий король · c1 біла тура · h1 білий кінь | b8 білий слон · b7 чорний слон · f7 чорний пішак · g7 білий ферзь · h7 чорний пішак · a6 чорний пішак · g6 чорний ферзь · h6 чорний пішак · c4 білий кінь · a3 біла тура · c2 білий слон · g2 чорний король · b1 білий король · c1 біла тура · h1 білий кінь | b8 білий слон · b7 чорний слон · f7 чорний пішак · g7 білий ферзь · h7 чорний пішак · a6 чорний пішак · g6 чорний ферзь · h6 чорний пішак · c4 білий кінь · a3 біла тура · c2 білий слон · g2 чорний король · b1 білий король · c1 біла тура · h1 білий кінь | b8 білий слон · b7 чорний слон · f7 чорний пішак · g7 білий ферзь · h7 чорний пішак · a6 чорний пішак · g6 чорний ферзь · h6 чорний пішак · c4 білий кінь · a3 біла тура · c2 білий слон · g2 чорний король · b1 білий король · c1 біла тура · h1 білий кінь | b8 білий слон · b7 чорний слон · f7 чорний пішак · g7 білий ферзь · h7 чорний пішак · a6 чорний пішак · g6 чорний ферзь · h6 чорний пішак · c4 білий кінь · a3 біла тура · c2 білий слон · g2 чорний король · b1 білий король · c1 біла тура · h1 білий кінь | b8 білий слон · b7 чорний слон · f7 чорний пішак · g7 білий ферзь · h7 чорний пішак · a6 чорний пішак · g6 чорний ферзь · h6 чорний пішак · c4 білий кінь · a3 біла тура · c2 білий слон · g2 чорний король · b1 білий король · c1 біла тура · h1 білий кінь | b8 білий слон · b7 чорний слон · f7 чорний пішак · g7 білий ферзь · h7 чорний пішак · a6 чорний пішак · g6 чорний ферзь · h6 чорний пішак · c4 білий кінь · a3 біла тура · c2 білий слон · g2 чорний король · b1 білий король · c1 біла тура · h1 білий кінь | b8 білий слон · b7 чорний слон · f7 чорний пішак · g7 білий ферзь · h7 чорний пішак · a6 чорний пішак · g6 чорний ферзь · h6 чорний пішак · c4 білий кінь · a3 біла тура · c2 білий слон · g2 чорний король · b1 білий король · c1 біла тура · h1 білий кінь | 5 |
| 4 | b8 білий слон · b7 чорний слон · f7 чорний пішак · g7 білий ферзь · h7 чорний пішак · a6 чорний пішак · g6 чорний ферзь · h6 чорний пішак · c4 білий кінь · a3 біла тура · c2 білий слон · g2 чорний король · b1 білий король · c1 біла тура · h1 білий кінь | b8 білий слон · b7 чорний слон · f7 чорний пішак · g7 білий ферзь · h7 чорний пішак · a6 чорний пішак · g6 чорний ферзь · h6 чорний пішак · c4 білий кінь · a3 біла тура · c2 білий слон · g2 чорний король · b1 білий король · c1 біла тура · h1 білий кінь | b8 білий слон · b7 чорний слон · f7 чорний пішак · g7 білий ферзь · h7 чорний пішак · a6 чорний пішак · g6 чорний ферзь · h6 чорний пішак · c4 білий кінь · a3 біла тура · c2 білий слон · g2 чорний король · b1 білий король · c1 біла тура · h1 білий кінь | b8 білий слон · b7 чорний слон · f7 чорний пішак · g7 білий ферзь · h7 чорний пішак · a6 чорний пішак · g6 чорний ферзь · h6 чорний пішак · c4 білий кінь · a3 біла тура · c2 білий слон · g2 чорний король · b1 білий король · c1 біла тура · h1 білий кінь | b8 білий слон · b7 чорний слон · f7 чорний пішак · g7 білий ферзь · h7 чорний пішак · a6 чорний пішак · g6 чорний ферзь · h6 чорний пішак · c4 білий кінь · a3 біла тура · c2 білий слон · g2 чорний король · b1 білий король · c1 біла тура · h1 білий кінь | b8 білий слон · b7 чорний слон · f7 чорний пішак · g7 білий ферзь · h7 чорний пішак · a6 чорний пішак · g6 чорний ферзь · h6 чорний пішак · c4 білий кінь · a3 біла тура · c2 білий слон · g2 чорний король · b1 білий король · c1 біла тура · h1 білий кінь | b8 білий слон · b7 чорний слон · f7 чорний пішак · g7 білий ферзь · h7 чорний пішак · a6 чорний пішак · g6 чорний ферзь · h6 чорний пішак · c4 білий кінь · a3 біла тура · c2 білий слон · g2 чорний король · b1 білий король · c1 біла тура · h1 білий кінь | b8 білий слон · b7 чорний слон · f7 чорний пішак · g7 білий ферзь · h7 чорний пішак · a6 чорний пішак · g6 чорний ферзь · h6 чорний пішак · c4 білий кінь · a3 біла тура · c2 білий слон · g2 чорний король · b1 білий король · c1 біла тура · h1 білий кінь | 4 |
| 3 | b8 білий слон · b7 чорний слон · f7 чорний пішак · g7 білий ферзь · h7 чорний пішак · a6 чорний пішак · g6 чорний ферзь · h6 чорний пішак · c4 білий кінь · a3 біла тура · c2 білий слон · g2 чорний король · b1 білий король · c1 біла тура · h1 білий кінь | b8 білий слон · b7 чорний слон · f7 чорний пішак · g7 білий ферзь · h7 чорний пішак · a6 чорний пішак · g6 чорний ферзь · h6 чорний пішак · c4 білий кінь · a3 біла тура · c2 білий слон · g2 чорний король · b1 білий король · c1 біла тура · h1 білий кінь | b8 білий слон · b7 чорний слон · f7 чорний пішак · g7 білий ферзь · h7 чорний пішак · a6 чорний пішак · g6 чорний ферзь · h6 чорний пішак · c4 білий кінь · a3 біла тура · c2 білий слон · g2 чорний король · b1 білий король · c1 біла тура · h1 білий кінь | b8 білий слон · b7 чорний слон · f7 чорний пішак · g7 білий ферзь · h7 чорний пішак · a6 чорний пішак · g6 чорний ферзь · h6 чорний пішак · c4 білий кінь · a3 біла тура · c2 білий слон · g2 чорний король · b1 білий король · c1 біла тура · h1 білий кінь | b8 білий слон · b7 чорний слон · f7 чорний пішак · g7 білий ферзь · h7 чорний пішак · a6 чорний пішак · g6 чорний ферзь · h6 чорний пішак · c4 білий кінь · a3 біла тура · c2 білий слон · g2 чорний король · b1 білий король · c1 біла тура · h1 білий кінь | b8 білий слон · b7 чорний слон · f7 чорний пішак · g7 білий ферзь · h7 чорний пішак · a6 чорний пішак · g6 чорний ферзь · h6 чорний пішак · c4 білий кінь · a3 біла тура · c2 білий слон · g2 чорний король · b1 білий король · c1 біла тура · h1 білий кінь | b8 білий слон · b7 чорний слон · f7 чорний пішак · g7 білий ферзь · h7 чорний пішак · a6 чорний пішак · g6 чорний ферзь · h6 чорний пішак · c4 білий кінь · a3 біла тура · c2 білий слон · g2 чорний король · b1 білий король · c1 біла тура · h1 білий кінь | b8 білий слон · b7 чорний слон · f7 чорний пішак · g7 білий ферзь · h7 чорний пішак · a6 чорний пішак · g6 чорний ферзь · h6 чорний пішак · c4 білий кінь · a3 біла тура · c2 білий слон · g2 чорний король · b1 білий король · c1 біла тура · h1 білий кінь | 3 |
| 2 | b8 білий слон · b7 чорний слон · f7 чорний пішак · g7 білий ферзь · h7 чорний пішак · a6 чорний пішак · g6 чорний ферзь · h6 чорний пішак · c4 білий кінь · a3 біла тура · c2 білий слон · g2 чорний король · b1 білий король · c1 біла тура · h1 білий кінь | b8 білий слон · b7 чорний слон · f7 чорний пішак · g7 білий ферзь · h7 чорний пішак · a6 чорний пішак · g6 чорний ферзь · h6 чорний пішак · c4 білий кінь · a3 біла тура · c2 білий слон · g2 чорний король · b1 білий король · c1 біла тура · h1 білий кінь | b8 білий слон · b7 чорний слон · f7 чорний пішак · g7 білий ферзь · h7 чорний пішак · a6 чорний пішак · g6 чорний ферзь · h6 чорний пішак · c4 білий кінь · a3 біла тура · c2 білий слон · g2 чорний король · b1 білий король · c1 біла тура · h1 білий кінь | b8 білий слон · b7 чорний слон · f7 чорний пішак · g7 білий ферзь · h7 чорний пішак · a6 чорний пішак · g6 чорний ферзь · h6 чорний пішак · c4 білий кінь · a3 біла тура · c2 білий слон · g2 чорний король · b1 білий король · c1 біла тура · h1 білий кінь | b8 білий слон · b7 чорний слон · f7 чорний пішак · g7 білий ферзь · h7 чорний пішак · a6 чорний пішак · g6 чорний ферзь · h6 чорний пішак · c4 білий кінь · a3 біла тура · c2 білий слон · g2 чорний король · b1 білий король · c1 біла тура · h1 білий кінь | b8 білий слон · b7 чорний слон · f7 чорний пішак · g7 білий ферзь · h7 чорний пішак · a6 чорний пішак · g6 чорний ферзь · h6 чорний пішак · c4 білий кінь · a3 біла тура · c2 білий слон · g2 чорний король · b1 білий король · c1 біла тура · h1 білий кінь | b8 білий слон · b7 чорний слон · f7 чорний пішак · g7 білий ферзь · h7 чорний пішак · a6 чорний пішак · g6 чорний ферзь · h6 чорний пішак · c4 білий кінь · a3 біла тура · c2 білий слон · g2 чорний король · b1 білий король · c1 біла тура · h1 білий кінь | b8 білий слон · b7 чорний слон · f7 чорний пішак · g7 білий ферзь · h7 чорний пішак · a6 чорний пішак · g6 чорний ферзь · h6 чорний пішак · c4 білий кінь · a3 біла тура · c2 білий слон · g2 чорний король · b1 білий король · c1 біла тура · h1 білий кінь | 2 |
| 1 | b8 білий слон · b7 чорний слон · f7 чорний пішак · g7 білий ферзь · h7 чорний пішак · a6 чорний пішак · g6 чорний ферзь · h6 чорний пішак · c4 білий кінь · a3 біла тура · c2 білий слон · g2 чорний король · b1 білий король · c1 біла тура · h1 білий кінь | b8 білий слон · b7 чорний слон · f7 чорний пішак · g7 білий ферзь · h7 чорний пішак · a6 чорний пішак · g6 чорний ферзь · h6 чорний пішак · c4 білий кінь · a3 біла тура · c2 білий слон · g2 чорний король · b1 білий король · c1 біла тура · h1 білий кінь | b8 білий слон · b7 чорний слон · f7 чорний пішак · g7 білий ферзь · h7 чорний пішак · a6 чорний пішак · g6 чорний ферзь · h6 чорний пішак · c4 білий кінь · a3 біла тура · c2 білий слон · g2 чорний король · b1 білий король · c1 біла тура · h1 білий кінь | b8 білий слон · b7 чорний слон · f7 чорний пішак · g7 білий ферзь · h7 чорний пішак · a6 чорний пішак · g6 чорний ферзь · h6 чорний пішак · c4 білий кінь · a3 біла тура · c2 білий слон · g2 чорний король · b1 білий король · c1 біла тура · h1 білий кінь | b8 білий слон · b7 чорний слон · f7 чорний пішак · g7 білий ферзь · h7 чорний пішак · a6 чорний пішак · g6 чорний ферзь · h6 чорний пішак · c4 білий кінь · a3 біла тура · c2 білий слон · g2 чорний король · b1 білий король · c1 біла тура · h1 білий кінь | b8 білий слон · b7 чорний слон · f7 чорний пішак · g7 білий ферзь · h7 чорний пішак · a6 чорний пішак · g6 чорний ферзь · h6 чорний пішак · c4 білий кінь · a3 біла тура · c2 білий слон · g2 чорний король · b1 білий король · c1 біла тура · h1 білий кінь | b8 білий слон · b7 чорний слон · f7 чорний пішак · g7 білий ферзь · h7 чорний пішак · a6 чорний пішак · g6 чорний ферзь · h6 чорний пішак · c4 білий кінь · a3 біла тура · c2 білий слон · g2 чорний король · b1 білий король · c1 біла тура · h1 білий кінь | b8 білий слон · b7 чорний слон · f7 чорний пішак · g7 білий ферзь · h7 чорний пішак · a6 чорний пішак · g6 чорний ферзь · h6 чорний пішак · c4 білий кінь · a3 біла тура · c2 білий слон · g2 чорний король · b1 білий король · c1 біла тура · h1 білий кінь | 1 |
|   | a | b | c | d | e | f | g | h |   |

FEN: 1B6/1b3pQp/p5qp/8/2N5/R7/2B3k1/1KR4N
1. Bf5! ~ 2. Qb2#
1. ... Qg5 2. Bh3#
- — - — - — -
1. ... f6 2. Qb7#